# Guerras da Gália
Designa-se historiograficamente por Guerras da Gália (ou Gálicas) a série de campanhas de Júlio César iniciadas em abril de 58 a.C. e finalizadas durante a primavera de 52 a.C., quando, após um cerco de dois meses, César apoderou-se de Alésia e aprisionou Vercingetórix, líder dos Gauleses. Estas campanhas permitiram estabelecer o domínio romano sobre a Europa a oeste do rio Reno (Gália Transalpina).
Após atravessar a Gália Transalpina, César expulsou as tribos germânicas fixadas ao sul e ao leste, as belgas ao norte e os vênetos a oeste. Atravessou o Reno para mostrar o poder de controle das fronteiras. Favorecido pela desunião intertribal, subjugou implacavelmente as costas norte e oeste. Invadiu duas vezes (55 a.C. e 54 a.C.) a Bretanha, que era vista como refúgio belga e ameaça para Roma. No inverno de 53 a.C.-52 a.C., Vercingetórix reuniu as tribos da Gália central numa unidade incomum, promovendo a insurreição dos povos da Gália iniciado com o massacre dos Romanos em Orléans. Em longa e amarga batalha, César derrotou Vercingetórix e os seus sucessores, culminando na rendição do chefe gaulês.
A Gália, que ocupava apenas uma parte do noroeste da península Itálica (Gália Cisalpina) e uma estreita faixa de terra ao sul da atual França (Gália Narbonense), passou a incluir o equivalente ao atual território da França e da Bélgica.

## De Bello Gallico

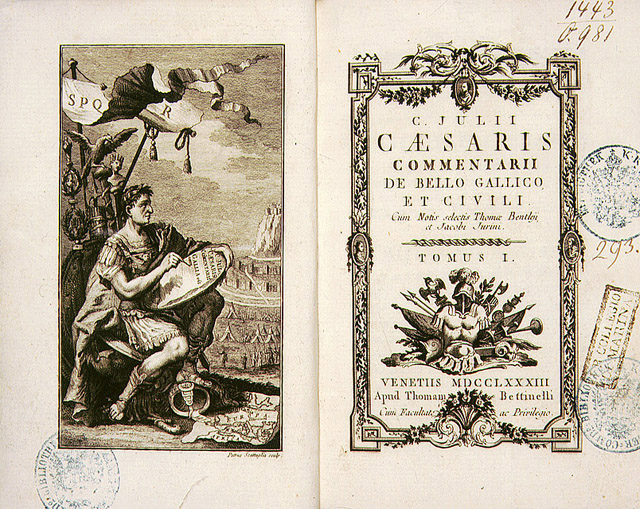
De Bello Gallico.

Júlio César escreveu um livro relatando as diversas campanhas na então Gália, o De Bello Gallico ("Das Guerras na Gália"). A obra é de interesse inquestionável como relato das campanhas, já que foi escrita por um dos protagonistas, embora a interpretação do seu conteúdo seja largamente discutida, considerando muitas passagens como propaganda de César sobre o seu exército e sua capacidade de liderança. Existe até mesmo uma edição acrescida de comentários de Napoleão Bonaparte.

## A conquista da Gália por Júlio César
Por volta de 50 a.C, Júlio César, um dos mais célebres estadistas romanos, publicou um relato da sua campanha contra as tribos celtas que então viviam espalhadas por regiões que hoje fazem parte da Suíça, França, Bélgica e Inglaterra, denominando-o Commentarii de bello gallico ("Comentários sobre a Guerra Gálica"), consagrando-o como um excelente historiador.

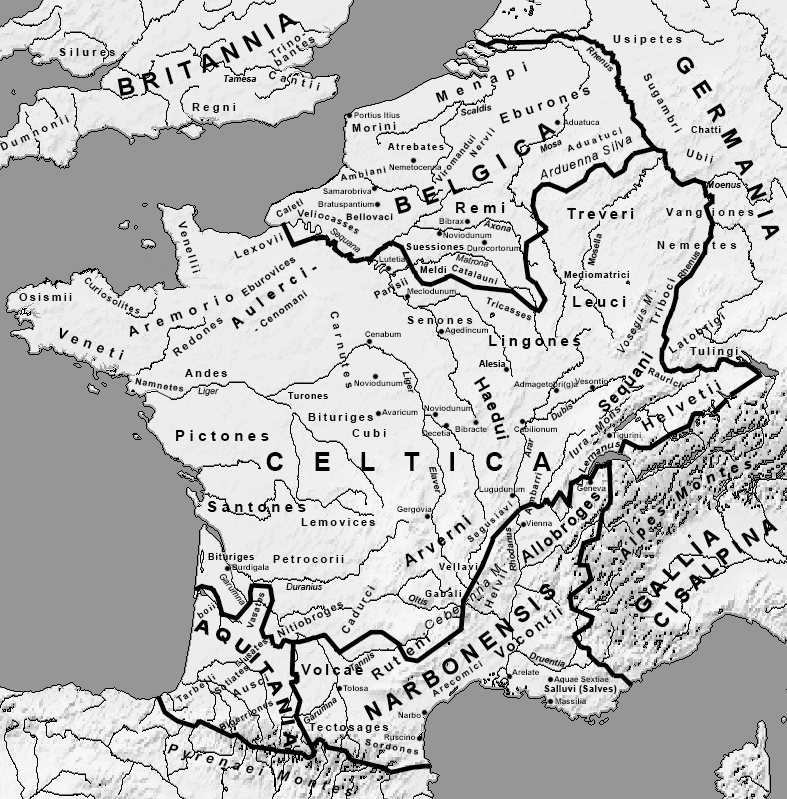
A Gália nos tempos de Júlio César (58 a.C.).

Seu livro tornou-se leitura obrigatória para os estudantes de latim. Que extensão tinha a região conquistada pelos romanos e quem eram as tribos e qual a cultura dos que lá habitavam e como fez César para dominá-la, é o que o se segue.
A Gália estava dividida em três partes, ao norte, a "Terra dos Celtas", habitada pelos belgas, no centro pelos gauleses propriamente ditos, e, ao sul dela, pelos aquitanos. Politicamente, a parte meridional encontrava-se nas mão dos romanos desde 222 a.C.-121 a.C., que a denominavam de Gália Narbonense, tendo como principal centro o porto de Marselha.
A posse dessa região costeira do Mediterrâneo permitia-lhes trafegar de maneira segura pela Via Domícia, a estrada que ligava a fronteira da Itália ao Leste, com a da Ibéria, ao Oeste. Geograficamente, ela se estendia de Milão, no vale do Pó, até o sopé das montanhas dos Pirenéus. Foi para lá que enviaram Caio Júlio César, de distinguida e aristocrática família latina, como procônsul da Gália Narbonense, no ano de 59 a.C.
A Gália Comata estava habitada por tribos celtas. Dividiam-se eles, de um modo geral, em galos Heudos, Arvernos, Belgas, e nos que compunham as tribos marítimas que habitavam nas margens do Atlântico (onde hoje se situam a Bretanha e a Normandia, regiões da França). Esses gauleses, rústicos e durões, que até então estavam fora da órbita romana, eram chamado de "galos cabeludos" (Gallo comata), para separá-los dos chamados "galos togados" (já totalmente romanizados).
Caçadores e guerreiros, envolvidos em intermináveis desavenças tribais, os galos cabeludos desprezavam a atividade agrícola, apesar da grande fertilidade do solo. Dedicavam-se à criação de cavalos e de gado, havendo porém entre eles grandes artistas no trabalho com bronze, estanho e objetos de prata. O pouco comércio que conheciam era em geral praticado por comerciantes romanos.

## Reis, chefes e druidas
A organização política dos gauleses, ou a ausência dela, foi sua perdição. Os territórios celtas continham inúmeras tribos que ora eram governadas por um pequeno número de nobres guerreiros, outra por reis ou chefes clânicos, e até por um curioso tipo de magistrado, o Vergobret, escolhido, tal como o cônsul romano, por um período de um ano. Para o leitor de César, fica evidente que a diversidade política dos galos cabeludos, e o desacerto que dai decorre, facilitou sua capitulação final frente aos romanos. Contra os galos cabeludos, César pôde exercer a plenitude da máxima Divide ut regnes ("Divide e domina"), tática que os líderes romanos sempre souberam tão bem aplicar contra os outros povos.

## As deidades celtas
Se eles desacertavam-se, envolvidos em intermináveis rixas tribais, havia porém um sentimento unívoco de eles pertencerem a um único universo religioso. Belenos, o deus da luz, Belisama, a deusa da luz e do fogo, Cernuno, o deus da fertilidade, Epona a protetora dos cavalos, e Smertrios, o deus da guerra (equivalente ao que Marte representava para os romanos), eram deidades sagradas em todo o mundo celta.
Existia entre eles a confraria dos druidas, os sacerdotes-xamãs que formavam a influente elite religiosa. Anualmente, vindos das mais distantes regiões da Terra dos Celtas, eles se reuniam num grande concílio em Chartres (onde, bem mais tarde, no século XII, a Igreja Católica, para celebrar sua vitória sobre o paganismo, fez erguer uma das maiores catedrais da Europa), para trocarem receitas de poções e saberem das novidades.

## A campanha de César na Gália
Sabendo explorar as desavenças e as eternas desconfianças reinantes entre os gauleses cabeludos, particularmente entre as duas grandes tribos que habitavam a parte central da Gália, os heudos e os arvernos, Júlio César se pôs em marcha. O pretexto para intervir na Gália Transalpina foi a provável invasão dela pelos germanos, que faziam ameaças do outro lado do Rio Reno.
Com apenas quatro legiões (a 7ª, a 8ª, a 9ª, e a 10ª), uns 24 mil homens, fora as tropas auxiliares, o romano deslocou-se pelos seis anos seguintes, entre 58 a.C. e 52 a.C. , por quase todo o território da Gália, impondo-lhe a obediência ao gládio e à lei de Roma. Sob seu comando, à sua disposição, ele tinha uma das grandes invenções de Roma: a legião.

## A legião romana
Impressionante parte da máquina de guerra romana, cada legião tinha um efetivo de 5000 a 5500 soldados engajados por contrato. Disciplinados e bem treinados, divididos em coortes, em centúrias e decúrias, os legionários, auxiliados por uma cavalaria audaz, realizavam maravilhas nos campos de batalha. Não só neles. Mesmo no descanso, eles não tinham descanso. No acampamento era o momento em que o pilus (a lança) era substituída pela pá.
Com ela, cavavam uma trincheira retangular ao redor das barracas e erguiam paliçadas no perímetro delas para nunca serem apanhados de surpresa pelos inimigos. Eram capazes de, arrumados em linhas (vélites, manípulos de hastados, principes, e triários), onde recrutas e veteranos se intercalavam, enfrentar contingentes de forças muito superiores às suas, graças à coesão e às táticas de luta em conjunto em que se exercitavam.
Em geral, os bárbaros, desconsiderando o comando único, atacavam em hordas, onde cada clã, quase cada guerreiro, tratava de vencer por si só a batalha, tornando-se presa fácil das organizadas tropas romanas. Mesmo quando depois de ter recebido reforços (seu efetivo parece ter saltado para 50-55 mil homens), não deixa de ser impressionante o fato de Júlio César ter submetido um território de 600 mil quilômetros quadrados com tão pouca gente.

## O exemplo de César

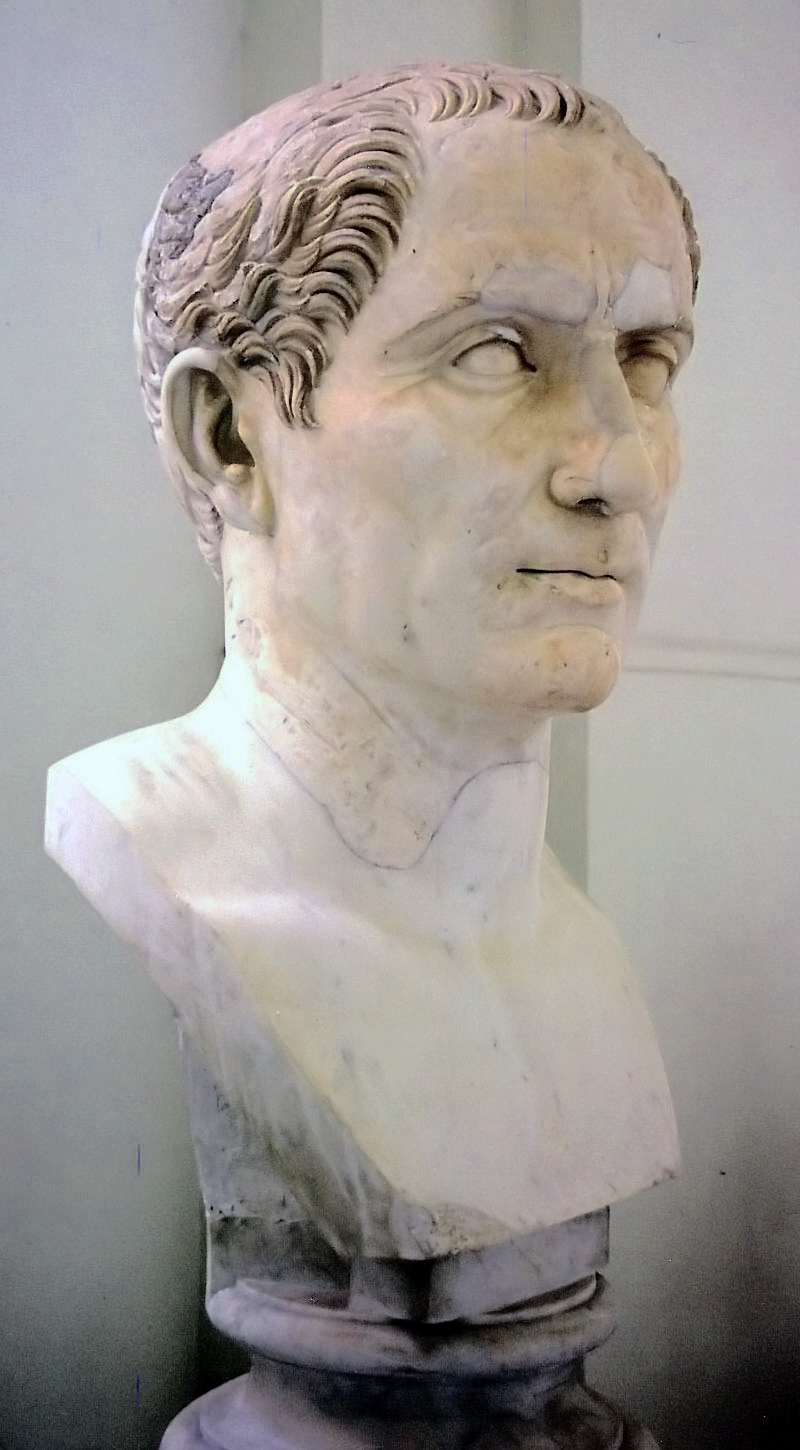
Júlio César, busto no Museu Arqueológico Nacional de Nápoles

O próprio Júlio César revelou-se um comandante notável. Vestindo o paludamentum, uma cota militar vermelha para poder ser visto de qualquer canto da batalha pelos seus soldados, foram muitas vezes em que ele empunhou um escudo e foi para as linhas de frente dar ânimo aos seus soldados. Bateu os helvécios, os germanos, os belgas, os vênetos e armóricos, os bretões e finalmente sufocou a resistência dos gauleses arvernos.
Suas tropas marcharam pelos montes Jura, pelas margens do Reno (chegando a construir pontes para atravessá-lo), pelas florestas das Ardenas, pelas planícies do Flandres, pela costa do Atlântico, e, atravessando o canal da Mancha, chegaram às ilhas Britânicas. Idolatrado pelos soldados, César acompanhava-os a cavalo ou a pé, procurando estar sempre presente nos pontos mais frágeis da defesa para que o seu exemplo de destemor e tranquilidade não permitisse aos soldados desandarem ou desertarem.

## Alésia e a capitulação de Vercingetórix

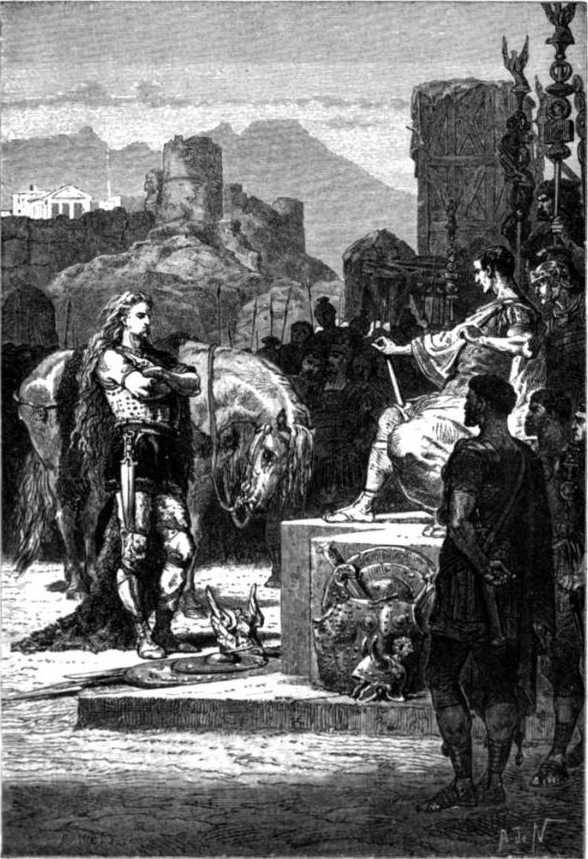
Vercingetórix se rende a César.

O levante de Vercingetórix, o chefe dos galos arvernos, foi um dos mais impressionantes e emocionantes acontecimentos da história antiga. O grande caudilho, decepcionado pelo conformismo da nobreza gaulesa com a ocupação romana, "faz nos campos", narrou César, "um alistamento de pobretões e homens perdidos. Com esta tropa chama a seu partido todos os da cidade, que vai encontrando; exorta-os a tomarem armas pela liberdade comum".
A essa altura a Gália inteira ferveu. O gaulês insurgente consegue impor uma derrota parcial às legiões de César que tentaram capturá-lo em Gergóvia (perto de Clermont-Ferrand), conclamando então o povo a uma guerra total contra os romanos. Que queimassem tudo, as choças e as colheitas, nada deixando ao invasor. César, porém, se recupera e aplica sucessivas derrotas à cavalaria gaulesa.
Vercingetórix, retirando-se com oitenta mil homens e 9 mil cavalos para Alésia, no alto do monte Auxois, pensa em repetir Gergóvia, onde resistira com êxito ao sitio do romano. Só que desta vez foi diferente. César tomou-se de precauções. Os seus engenheiros traçaram rapidamente um plano de circunvalação do ópido, a fortificação dos gauleses. De novo os 55 mil legionários empunharam a pá. Em seis semanas, eles abriram mais de vinte quilômetros de trincheiras, montando um complexo sistema de valas, fossas, armadilhas as mais diversas, e uma paliçada completa, com torres erguidas a cada 120 metros. César decidira-se matar os gauleses pela fome.
Vercingetórix, liberando sua cavalaria, ordenou que eles trouxessem reforços de todas as partes da Gália. Novamente César se precaveu. Uma outra circunvalação foi escavada, desta vez voltada para fora, para poder resistir ao inevitável ataque que viria dentro de uns tempos. De fato, uma massa de 250 mil gauleses de quase todas as tribos partira em socorro do capitão gaulês preso pelo garrote romano em Alésia.
Enquanto isso, no interior da cidade cercada, a fome fazia seus estragos. Casos de antropofagia começaram a ocorrer[carece de fontes?]. As esperanças de Vercingetórix de ser salvo se esvaíram quando ele viu, lá dos altos da sua paliçada, os romanos de César aplicarem uma derrota acachapante nos reforços que viriam tirá-lo do apremio. Sim, pois eles conseguiram por a correr aquela multidão formidável. A batalha pela liberdade estava perdida. A Gália estava cativa. César vencera.

## A atitude nobre de Vercingetórix

Vercingetórix se rende a Júlio César, pintura no Museu Crozatier, em Le Puy-en-Velay.

No dia seguinte ao desastre, quando não havia na Gália inteira nenhuma força organizada para poder fazer reverter o sítio de Alésia, Vercingetórix convocou o conselho militar dos seus oficiais. Nas palavras de César, "demonstra-lhes que havia empreendido a guerra, não por interesse seu particular, mas pela liberdade comum, e pois que se tinha que ceder à fortuna, se lhes oferecia para uma das duas coisas, ou para com sua morte satisfazer aos romanos, ou para o entregarem vivo aos mesmos, como melhor entendessem".
E foi assim que procedeu. Montando no seu corcel, vestido de luzente armadura, Vercingetórix cavalgou para o acampamento do inimigo. César recebeu-o num tablado improvisado, onde sentava num pequeno trono. Ordenou ao vencido que entregasse o cavalo e suas armas a guarda.
Vercingetórix desfez-se de tudo e foi sentar-se aos pés de César. Os demais gauleses sobreviventes foram entregues aos legionários como butim de guerra. O bravo Vercingetórix foi posteriormente conduzido a Roma e jogado em uma cela, onde terminou estrangulado, talvez uns cinco anos depois de Alésia.

## Depois de Alésia
Para Júlio César essa batalha foi decisiva na sua carreira. Vitorioso na Gália, ele decidiu, três anos depois, ao atravessar o Rubicão em 49 a.C., disputar com Pompeu a hegemonia sobre a República Romana, tornada império universal. Venceu-o.
Tornou-se ditador em 46 a.C. e morreu assassinado nos idos de março de 44 a.C. numa conspiração de senadores, entre os quais Brutus que, uns anos antes, estava com ele, ajudando-o a derrotar Vercingetórix. O poder, depois da morte de César, foi disputado entre seu sobrinho-neto Otaviano, e um antigo auxiliar de César, Marco Antônio (também um veterano das Guerras da Gália).
Para a Gália, a derrota em Alésia significou a derrocada da cultura celta e sua substituição pela romana. César, ao ordenar que o latim se tornasse a língua oficial das tribos gaulesas submetidas, foi, de certa forma, um dos forjadores da língua francesa atual, uma das mais belas heranças da Roma Antiga. Desde então, surgiu na Gália uma nova civilização, a civilização galo-romana.
Bem mais tarde, no século III, na época da anarquia militar, aproveitando-se da situação caótica em que o Império Romano se encontrava, durante quatorze anos seis chefes galo-romanos proclamaram-se imperadores (de 259 a 273). Este surto independentista pode ser considerado como a última manifestação dos gauleses de tentarem reaver sua independência, ainda que abrigados com o manto do imperador de Roma.

## As campanhas de César na Gália (58 a.C - 52 a.C.)
58 a.C.
Helvécios - Líder: Dunórix - Tentativa dos helvécios de invadirem, partindo da Suíça, o Sul da Gália. Foram derrotados por César na batalha de Bibracte, aceitando em seguida a situação de vassalagem.
57 a.C.
Germanos - Líder: Ariovisto - Luta pela hegemonia da Gália setentrional. Os germanos foram derrotados perto de Besançon, entre as atuais Alsácia e Franche-Comté, e Ariovisto buscou refúgio além do Reno. César ordena a travessia do rio dos germanos para punir a tribo dos sugambros.
56 a.C.
Belgas - Líder: Sérvio Sulpício Galba - Reação das tribos belgas à presença romana na sua fronteira. Batidos por César perto de Novon, capitulam.
55 a.C.
Tribos marítimas - César desloca-se para a costa atlântica e enfrenta os gauleses armóricos ou vênetos, numa guerra por terra e por mar. Duras represálias contra as lideranças das tribos marítimas que resistiram aos romanos.
55 a.C.-4 a.C.
Bretões - Líder: Casivelauno - Expedição punitiva de César às ilhas Britânicas, pelos bretões terem dado abrigo aos patriotas da Armórica que lá procuraram refúgio. Depois de um acordo, César recuou para a Gália.
53 a.C.
Gauleses - Líder: Ambiórix e outros - Levante geral contra os romanos. César com sua presença consegue fazer refluir o movimento.
52 a.C.
Gauleses - Líder: Vercingetórix - Nova insurreição, desta vez popular. Trata-se de uma rebelião geral contra o invasor. César é batido na Batalha de Gergóvia, mas, em seguida, consegue cercar os gauleses na Batalha de Alésia. Rendição de Vercingetórix. Fim da Gália independente, tornada desde então província romana.